# 微波魚
微波魚（学名：Rasbora subtilis）為輻鰭魚綱鯉形目鯉科的一個種，分布於亞洲婆羅洲西部卡普阿斯河流域，體長可達4公分，棲息在中底層水域。